# Chirita wentsaii
Chirita wentsaii är en tvåhjärtbladig växtart som beskrevs av Ding Fang och L. Zeng. Chirita wentsaii ingår i släktet Chirita och familjen Gesneriaceae. Inga underarter finns listade i Catalogue of Life.